# 红花金丝桃属
红花金丝桃属（学名：Triadenum）是金丝桃科下的一个属。该属共有6－10种，分布于亚洲东部温带地区和美洲东南部。